# Linda Sini

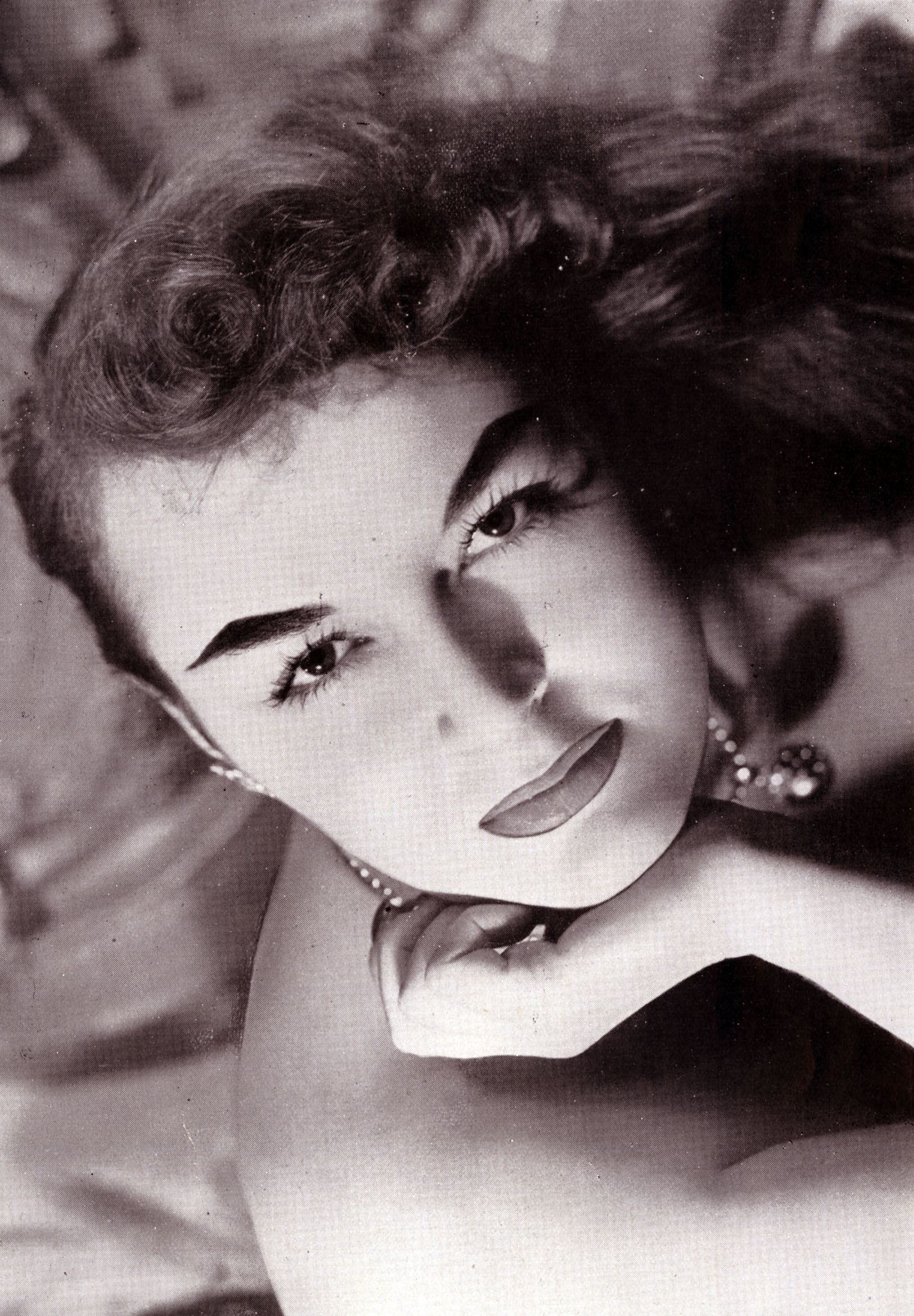
Linda Sini (1953)

Linda Sini (eigentlich Ermelinda Siniscalchi di Venosa, * 3. Februar 1926 in Boccioleto; † 5. Februar 1999 in Rom) war eine italienische Schauspielerin.

## Leben
Sini, eine „Gräfin di Venosa“, diplomierte in den Fächern Literatur und Philosophie; dann zog sie nach Rom, wo sie zunächst als Bühnendarstellerin begann. 1950 drehte sie ihren ersten Film, Sigillo rosso, dem die große, schlanke und gutaussehende Sini nahezu 90 Filme, oft als Sekretärin, Schwester oder später als Mutter oder resolute Dame folgen ließ. Für diese meist sehr kommerziellen Werke verwendete sie auch die Pseudonyme Lynn Shayne und Virginia Field.
Im Theater sah man sie ab 1953 am Teatro Stabile di Palermo, wo sie u. a. mit Renato Rascel in musikalischen Komödien spielte; bereits 1960 nahm sie erstmals ein Fernsehangebot wahr. Gegen Ende der 1970er Jahre wurden ihre Auftritte seltener; 1986 zog sie sich ganz ins Privatleben zurück.

## Filmografie
- 1950: Sigillo rosso
- 1951: Bellissima
- 1956: Totò, Peppino und das leichte Mädchen (Totò, Peppino e la… malafemmina)
- 1960: Call-Girls (I piaceri del sabato notte (Arabella 252104))
- 1960: Die Hartgesottenen (Noi duri)
- 1960: Der Meistergauner (Il mattatore)
- 1960: Die 1000 Augen des Dr. Mabuse
- 1960: Von mir aus auch mit Liebe (Il principe fusto)
- 1962: Sherlock Holmes und das Halsband des Todes
- 1962: Verliebt in scharfe Kurven (Il sorpasso)
- 1963: Die Bienenkönigin (Una storia moderna – l’ape regina)
- 1965: Die Abenteurer von Tortuga (L'avventuriero della Tortuga)
- 1965: Der Mann mit der goldenen Klinge (L'uomo che ride)
- 1965: Scharfe Schüsse auf Jamaika (A 001: operazione Giamaica)
- 1965: Tödliche Nebel (I diafanoidi vengono da Marte)
- 1966: Django – Sein Gesangbuch war der Colt (Le colt cantarono la morte e fu… tempo di massacro)
- 1966: Wer zuletzt lacht, lacht am besten (Ridera! (Cuore matto))
- 1968: Gangster sterben zweimal (Gangsters ’70)
- 1968: Im Staub der Sonne (Spara, gringo, spara)
- 1968: Zweimal Judas (Due volte Giuda)
- 1969: Kindheit, Berufung und erste Erlebnisse des Venezianers Giacomo Casanova (Infanzia, vocazione e prime esperienze di Giacomo Casanova, veneziano)
- 1970: Django und Sabata – wie blutige Geier (C’è Sartana… vendi la pistola e comprati la bara!)
- 1970: Das normannische Schwert (La spada normanna)
- 1971: Man nennt mich Halleluja (Testa t'ammazzo, croce… sei morto! Mi chiamano Alleluja)
- 1972: Quäle nie ein Kind zum Scherz (Non si sevizia un paperino)
- 1972: Das Rätsel des silbernen Halbmonds (Sette orchidee macchiate di rosso)
- 1972: Poppea, die Hure von Rom – Messalina II (Poppea una prostituta al servizio dell'impero)
- 1974: Willkommen im Knast (Farfallon)
- 1975: Von Wölfen gehetzt (Zanna Bianca e il cacciatore solitario)
- 1975: Der zweite Frühling
- 1977: Kidnapping… ein Tag der Gewalt (Operazione Kappa: sparate a vista!!)
- 1977: Süße Sechzehn – Sweet Sixteen (La compagna di banco)
- 1986: Anemia